# Rheinradweg (EV15)
Die EuroVelo-Route EV15 (Rheinradweg, auch Rhein-Radweg; niederländisch Rijnfietsroute; französisch Véloroute Rhin; englisch Rhine cycle route) ist ein rund 1.450 Kilometer langer europäischer Radfernweg, der durch fünf Staaten vom Quellgebiet des Rheins in den Schweizer Alpen am Oberalppass bis zur Mündung bei Rotterdam führt. Der Routenverlauf in Deutschland entspricht der D-Route 8 (Rhein-Route).

## Geschichte
Radwanderwege entlang des Rheins gibt es schon lange, aber früher wurden Planung und Beschilderung nicht international koordiniert.
Erst seit 2002/2003 ist ein überregionales Interesse am Ausbau, an einer Ausschilderung, Beschreibung in den Printmedien und an Internetdarstellungen des Rheinradwegs gewachsen. Die Tourismusbranche wirbt verstärkt für diese Route, pauschale Etappenreisen sind buchbar. In Deutschland gibt es mehrere Initiativen, beispielsweise das Projekt „Landesweite Radfernwege in Rheinland-Pfalz“. Das EU-Projekt „INTERREG III A“ betrifft die länderübergreifende Region des Niederrheins und wird vom Ministerium für Wirtschaft und Arbeit des Landes NRW und von der niederländischen Provinz Gelderland mitfinanziert.

## Verlauf

### Abschnitt Alpenrhein
Die ersten etwa 430 Kilometer des Rheinradwegs verlaufen in der Schweiz vom Quellgebiet am Oberalppass bis Basel nur teilweise an den Ufern des Vorderrheins, des Alpenrheins und des Hochrheins. Er ist beschildert als Rhein-Route mit der Nummer 2. Ein großer Teil führt durch das Alpenrheintal, ein kleiner Abschnitt von St. Margrethen bis Rheineck führt durch Österreich (Etappe 5). Der Rheinradweg ist in neun Etappen unterteilt, 68 Kilometer davon sind nicht asphaltiert. In der Richtung Andermatt-Basel überwindet er 2000 Höhenmeter, in der Richtung Basel–Andermatt 3200.

#### Etappe 1: Andermatt–Disentis
Die Länge beträgt 32 Kilometer. In Richtung Andermatt–Disentis sind 600 Meter Anstieg zu überwinden, in umgekehrter Richtung 900 Meter.
- Andermatt – es geht mit bis zu 10 % 600 Höhenmeter kontinuierlich bis zum Oberalpsee bergauf.
- Oberalppass – auf der Straße mit bis zu 10 % Gefälle bergab.
- Sedrun

#### Etappe 2: Disentis–Chur
Die Länge beträgt 65 Kilometer, davon sind 23 Kilometer nicht asphaltiert. Der Anstieg beträgt in Richtung Disentis–Chur 460 Meter, in umgekehrter Richtung 1000 Meter.
- Disentis
- Cumpadials
- Trun
- Ilanz – die Rhein-Route geht aufwärts über die Straße. Der Rhein durchschneidet die Rheinschlucht bis Reichenau, wo der Hinterrhein einfließt.
- Reichenau
- Tamins
- Chur

#### Etappe 3: Chur–Buchs (SG)
Die Länge beträgt 49 Kilometer, davon sind 5 Kilometer nicht asphaltiert. Der Anstieg beträgt in Richtung Chur–Buchs (SG) 150 Meter, in umgekehrter Richtung 260 Meter.
- Landquart GR Es gibt zwei verschiedene Routen, durch Landquart oder via Igis.
- Maienfeld
- Sargans Die Route selbst führt nicht durch Sargans. Es ist jedoch ein beliebter Ort für Übernachtungen, weshalb eine Seitenroute nach Sargans beschildert ist.
- Buchs SG Der Endpunkt ist am Bahnhof Buchs. Hier verlässt die Route das Rheinvorland.

#### Etappe 4: Buchs (SG)–St. Margrethen
Die Länge beträgt 43 Kilometer, davon sind 5 Kilometer nicht asphaltiert. Der Anstieg beträgt in Richtung Buchs (SG)–St. Margrethen 80 Meter, in umgekehrter Richtung 120 Meter.
- Grabs-Gams SG Historische Dörfer.
- Sennwald kurz nach Sennwald kehrt die Routen in Rheinvorland zurück.
- Oberriet Vorbei an der Burgruine Blatten.
- Widnau
- St. Margrethen Im Bruggerhorn zweigt die Hauptrouten ab nach St. Margareten Bahnhof, wo die Alpenpanorama-Route (St. Margrethen–Aigle, 485 Kilometer) beginnt.

#### Etappe 5: St. Margrethen–Kreuzlingen

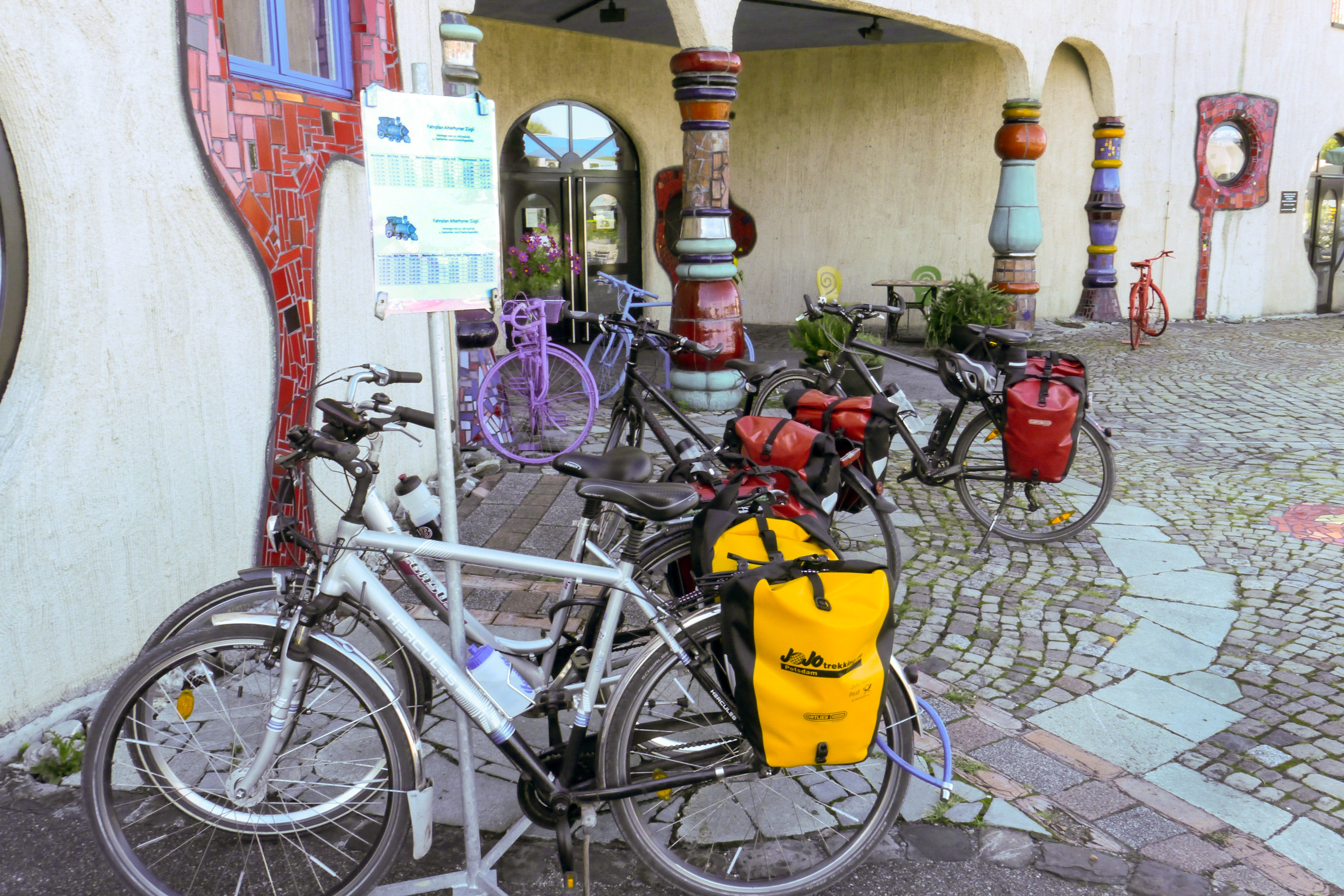
Direkt am Radweg: Die Hundertwasser-Markthalle in Altenrhein

Die Länge beträgt 62 Kilometer, davon sind 9 Kilometer nicht asphaltiert. Der Anstieg beträgt in Richtung St. Margrethen–Kreuzlingen 70 Meter, in umgekehrter Richtung 80 Meter.
- Höchst (Vorarlberg)
- Fußach (Österreich) – Rheindelta – Abzweig des Bodensee-Radweg über Bregenz, Lindau, Konstanz
- Rheineck SG
- Rorschach
- Arbon
- Romanshorn
- Kreuzlingen

#### Etappe 6: Kreuzlingen–Schaffhausen

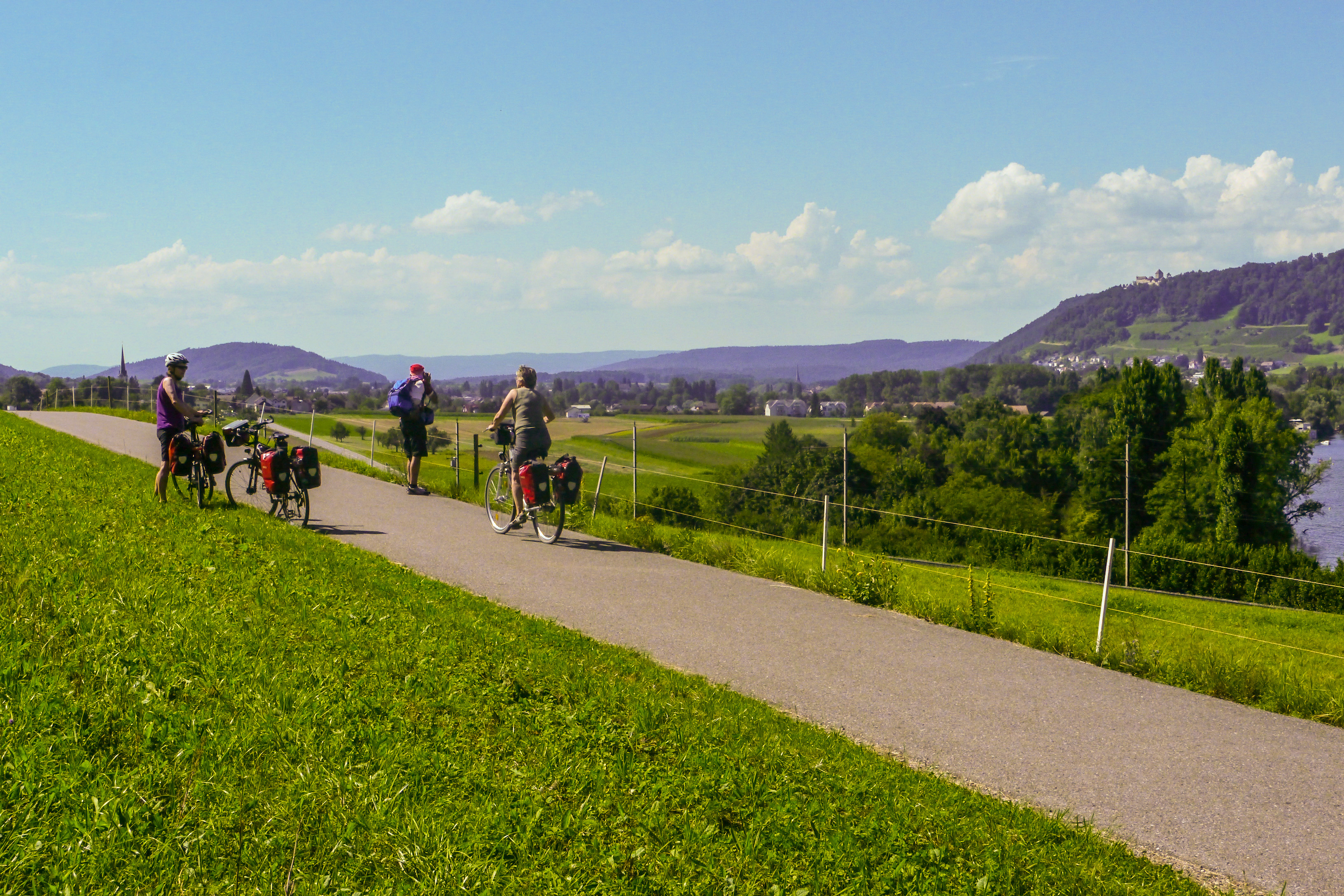
Der Rheinradweg vor Stein am Rhein

Die Länge beträgt 48 Kilometer, davon sind 5 Kilometer nicht asphaltiert. Der Anstieg beträgt in Richtung Kreuzlingen–Schaffhausen 170 Meter, in umgekehrter Richtung 180 Meter.
- Steckborn
- Stein am Rhein – Beginn des Hochrheins
- Diessenhofen
- Schaffhausen

#### Etappe 7: Schaffhausen–Zurzach

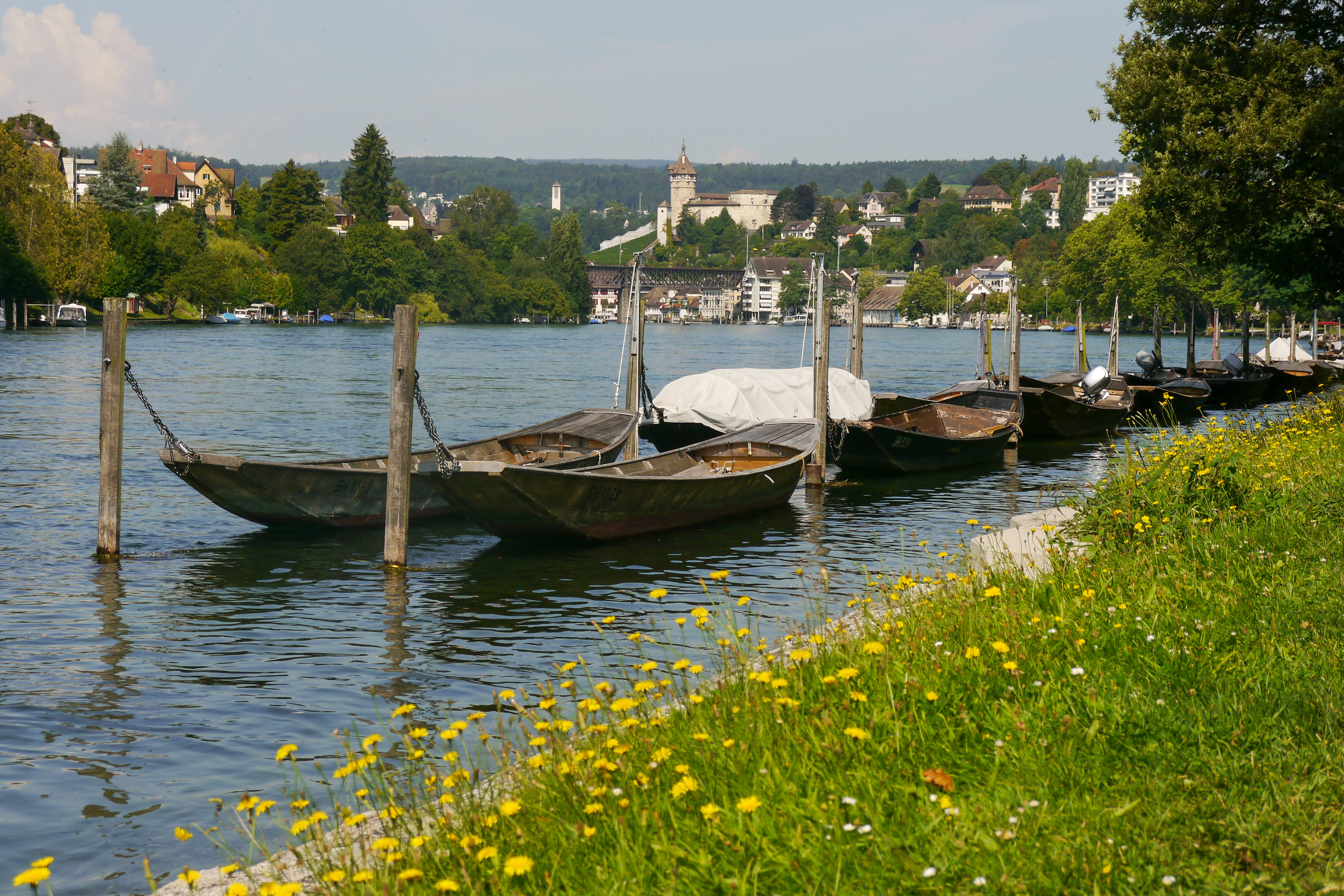
Der Rhein bei Schaffhausen

Die Länge beträgt 52 Kilometer, davon sind 8 Kilometer nicht asphaltiert. Der Anstieg beträgt in Richtung Schaffhausen–Zurzach 280 Meter, in umgekehrter Richtung 360 Meter.
- Rheinfall bei Schaffhausen – Die Rhein-Route [2] verläuft ab hier linksrheinisch auf der Schweizer Seite, rechtsrheinisch auf der deutschen Seite liegt der Rheintal-Weg.
- Eglisau
- Bad Zurzach

#### Etappe 8: Zurzach–Rheinfelden
Die Länge beträgt 54 Kilometer, davon sind 13 Kilometer nicht asphaltiert. Der Anstieg beträgt in Richtung Zurzach–Rheinfelden 180 Meter, in umgekehrter Richtung 260 Meter.
- Koblenz AG
- Leibstadt
- Laufenburg AG
- Rheinfelden (Baden) Das badische Rheinfelden liegt rechtsrheinisch auf deutscher Seite und bietet viele Übernachtungsmöglichkeiten.
- Rheinfelden AG Das schweizerische Rheinfelden liegt linksrheinisch auf Schweizer Seite.

#### Etappe 9: Rheinfelden–Basel
Die Länge beträgt 24 Kilometer, davon ist ein Kilometer nicht asphaltiert. Der Anstieg beträgt in Richtung Rheinfelden–Basel 70 Meter, in umgekehrter Richtung 80 Meter.
- Pratteln
- Basel

### Abschnitt Oberrhein
Der zweite, ungefähr 385 Kilometer lange oberrheinische Abschnitt des Rheinradwegs wird durch die Oberrheinische Tiefebene und das Mainzer Becken geführt.
Hier kann man wahlweise linksrheinisch in Frankreich oder rechtsrheinisch in Deutschland zwischen dem Elsass / den Vogesen und dem Schwarzwald fahren.

#### Linksrheinisch: Basel – Straßburg – Speyer – Worms – Mainz – Bingen
Der offizielle Weg liegt weit vom Rhein weg und führt über flaches Land. Größtenteils kann man auch auf dem Damm des Rheinseitenkanals auf grob geschottertem Weg fahren. Ab Straßburg liegt der Rhein zwischen zwei Hochdämmen. Dabei liegt der Wasserspiegel viele Meter über dem Umland, sodass man auf die Landschaft schaut.
Stationen im Elsass sind
- Ottmarsheim
- Neuf-Brisach (Rheinbrücke)

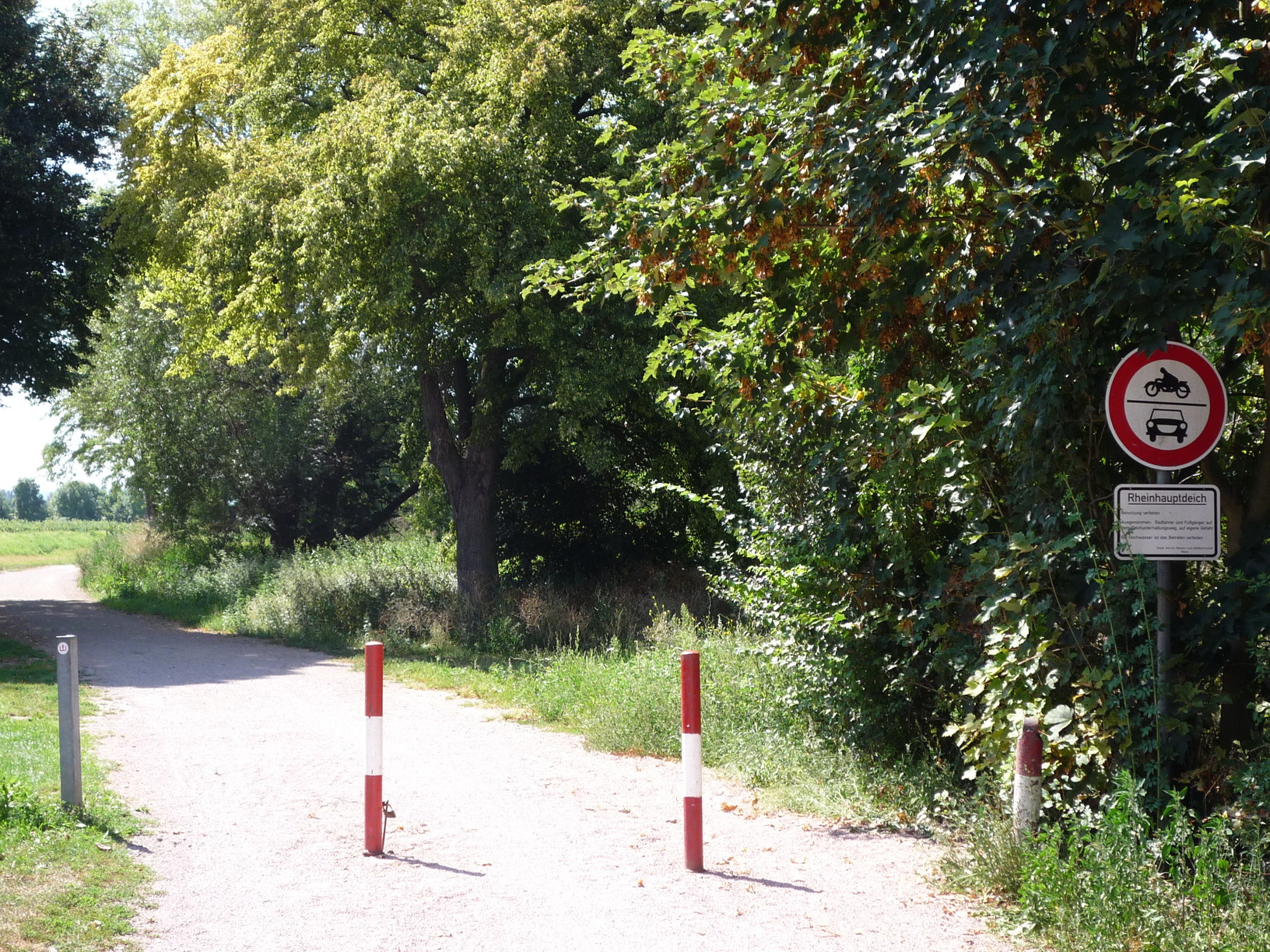
Inoffizieller Rheinradweg Budenheim-Ingelheim am Rhein

- Rhinau (freie Fähre Kappel – Rhinau)
- Straßburg (Rheinbrücke)
- La Wantzenau
- Gambsheim (Rheinbrücke)
- Drusenheim (freie Fähre Greffern – Drusenheim)
- Sessenheim
- Seltz (freie Fähre Plittersdorf – Seltz)
- Munchhausen
- Mothern
- Lauterbourg

Stationen in Rheinland-Pfalz sind
- Wörth am Rhein
- Germersheim
- Speyer
- Ludwigshafen
- Worms
- Oppenheim

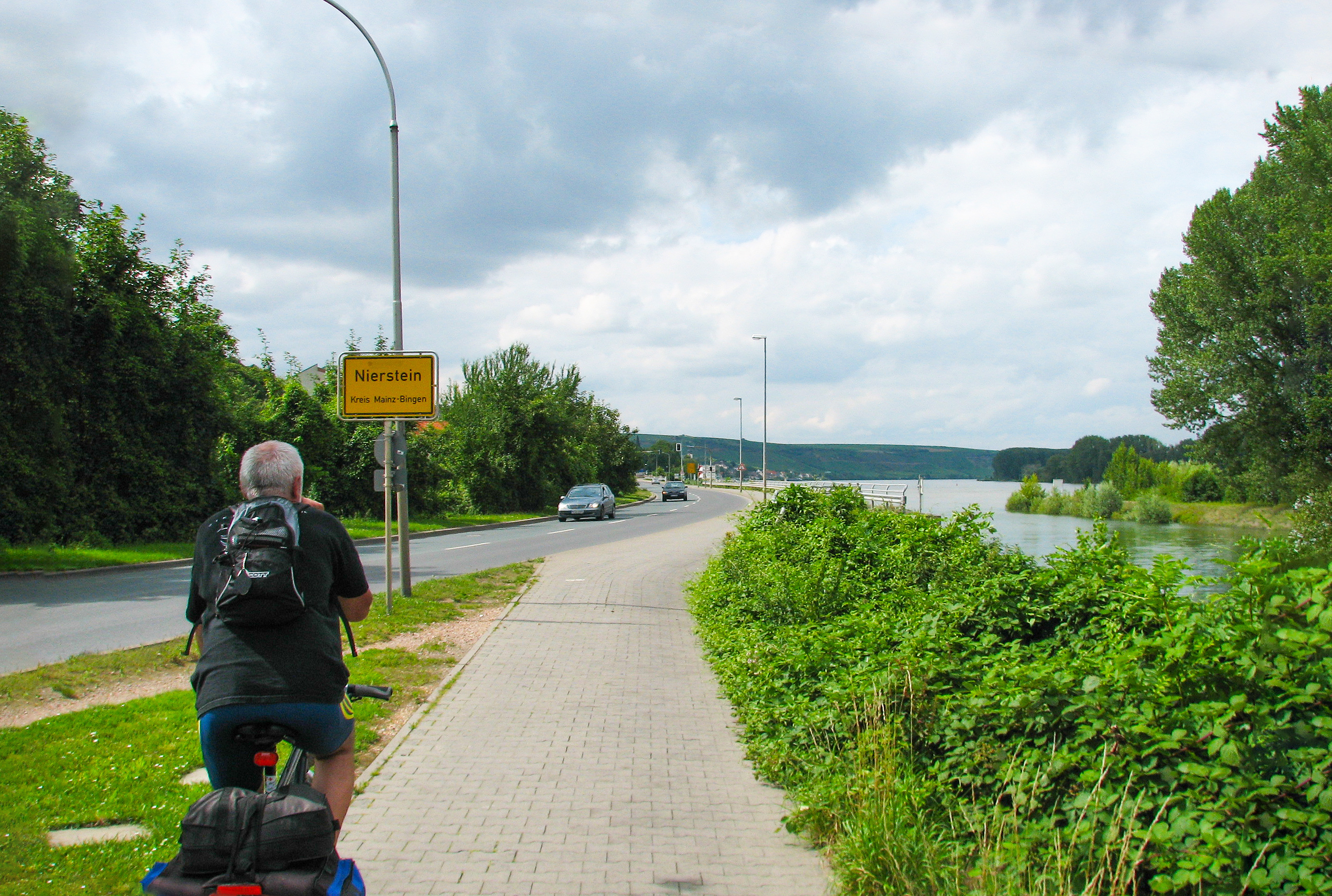
Rheinradweg bei Nierstein

- Mainz – Die offizielle Route verläuft hinter dem Deich an Obstplantagen vorbei. Bei Trockenheit bieten sich die Wege am Rheinufer und durch die Streuobstwiesen an.
- Ingelheim Frei-Weinheim
- Bingen

#### Rechtsrheinisch: Weil am Rhein – Karlsruhe – Mannheim – Wiesbaden – Rüdesheim
Auf deutscher Seite fährt man bis auf kleine Schleifen am Altrhein entlang. Er führt nur noch ein Zehntel des ursprünglichen Wassers, da auf französischer Seite parallel der Rheinseitenkanal für die Stromgewinnung und die Schifffahrt gebaut wurde.

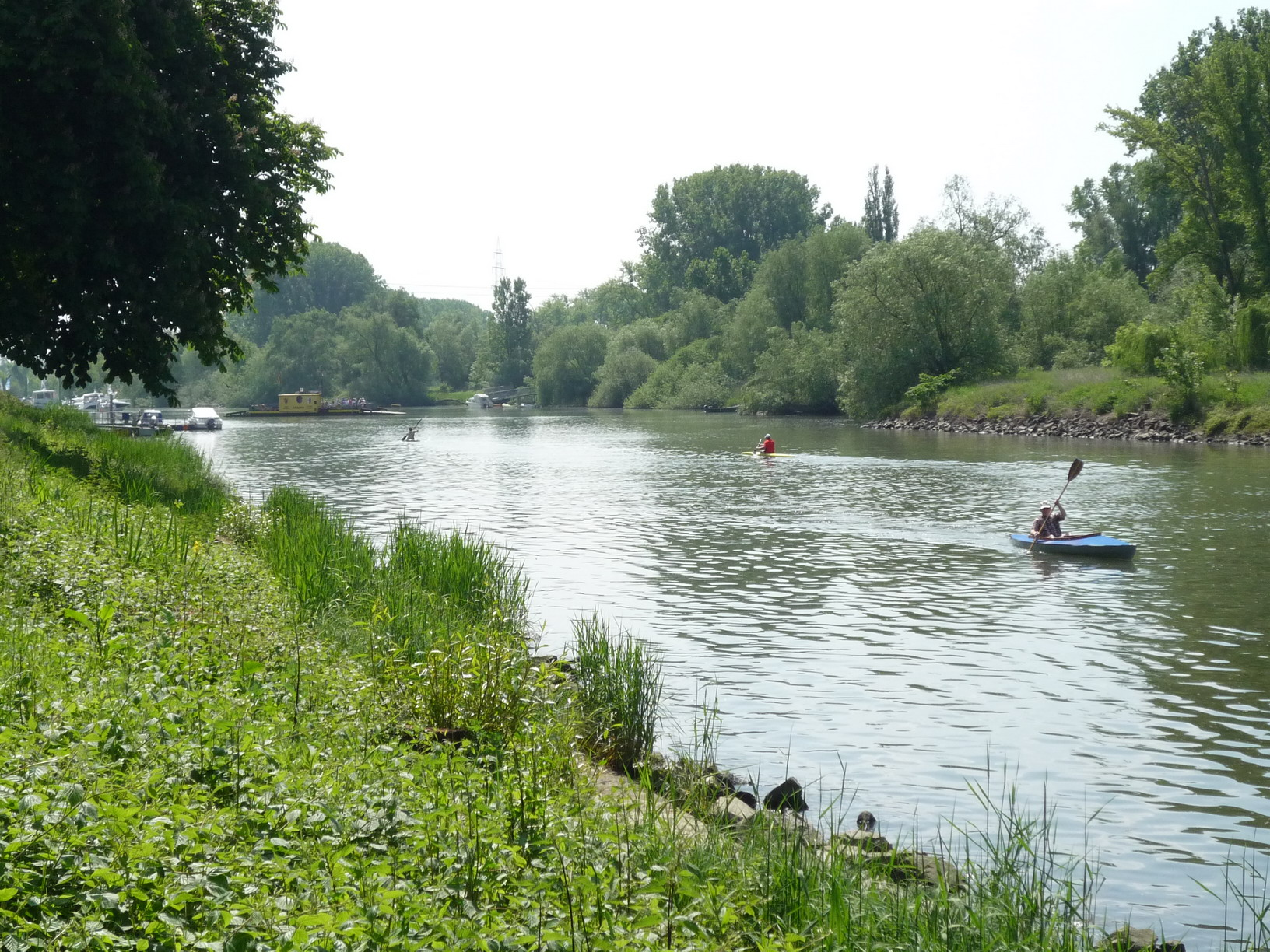
Ginsheimer Altrhein, Nonnenau

Stationen am rechtsrheinischen Ufer sind
- Breisach
- Karlsruhe nördlich von Karlsruhe ist ein Stück unterbrochen
- Mannheim
- Kühkopf-Knoblochsaue
- Ginsheim am Altrhein und der Nonnenau
- Mainz-Kastel (Stadtteil von Wiesbaden), → über die Brücke nach Mainz
- Wiesbaden-Biebrich mit Schloss Biebrich, → Abstecher nach Wiesbaden-Innenstadt
- Eltville am Rhein, es empfiehlt sich am Rheinuferweg zu bleiben, sonst fährt man neben stark befahrener Straße.
- Oestrich-Winkel, hier endet offiziell der Rheinradweg, man kann aber in Ruhe am Ufer weiterfahren oder mit der Fähre nach Ingelheim am Rhein übersetzen.
- Rüdesheim, hier mit der Fähre nach Bingen übersetzen, sonst fährt man auf der stark befahrenen Bundesstraße 42 bis Kestert ohne Radweg weiter. Die Ausschilderung für den Abzweig zum Zentrum von Wiesbaden (Schlossplatz) ist unvollständig. Es empfiehlt sich von Mainz-Kastel zum Hauptbahnhof Wiesbaden die S-Bahn oder den Regional-Express zu benutzen. Alternativ zum Rheinradweg kann man ab Eltville auch den Hessischen Radfernweg R3 über die Weinberge nach Rüdesheim nutzen.

### Abschnitt Mittelrhein
Der dritte 132 Kilometer lange linksrheinische Abschnitt des Rheinradwegs führt am Rhein durch das Mittelrheintal von Bingen bis Bonn. Linksrheinisch ist der Rheinradweg als eigenständiger Radweg ausgebaut. Dabei durchquert man mit dem Oberen Mittelrheintal (Bingen/Rüdesheim – Koblenz) – das seit 2002 zum UNESCO-Weltkulturerbe gehört – eine außergewöhnliche Kultur- und Naturlandschaft mit über 50 Burgen und Schlössern.

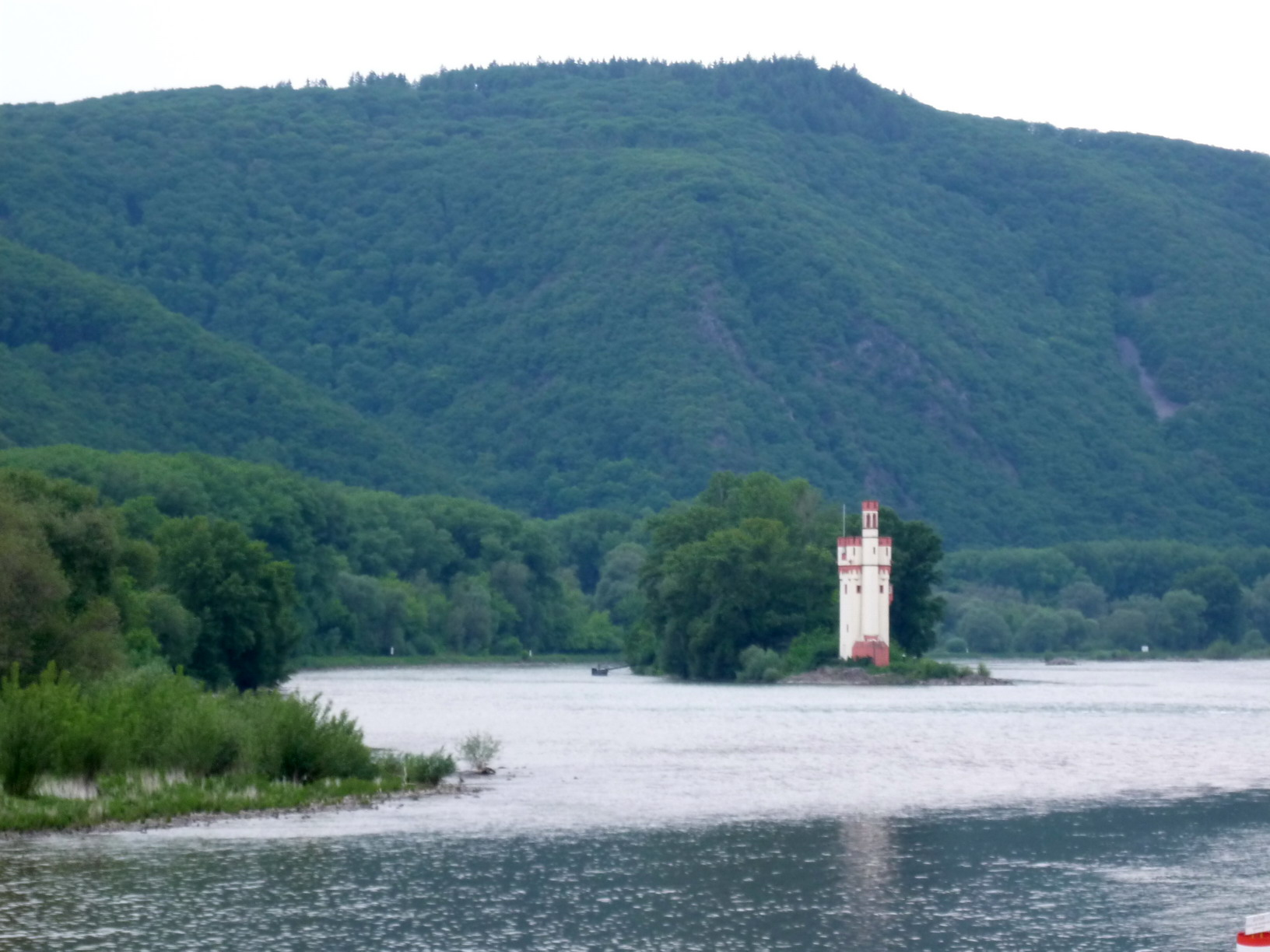
Mittelrheintal mit Mäuseturm, Zufluss der Nahe in den Rhein bei Bingen

Blick vom linksrheinischen Radweg auf die Loreley

Stationen am linksseitigen Mittelrhein sind
- Bingen
- Trechtingshausen
- Bacharach
- Oberwesel
- Sankt Goar gegenüber Loreley
- Boppard
- Rhens
- Koblenz
- Urmitz
- Weißenthurm
- Andernach, höchster Kaltwasser-Geysir der Welt
- Brohl-Lützing
- Bad Breisig
- Sinzig
- Remagen
- Oberwinter
- Bad Godesberg
- Bonn

Der rechtsrheinische Rheinradweg führt von Rüdesheim bis Bonn, wobei der Abschnitt zwischen Rüdesheim und Kestert bisher nur teilweise ausgebaut ist. Um hier nicht auf der Bundesstraße 42 radeln zu müssen, empfiehlt es sich, diesen Abschnitt per Schiff, Bahn oder Fähre zu umgehen.

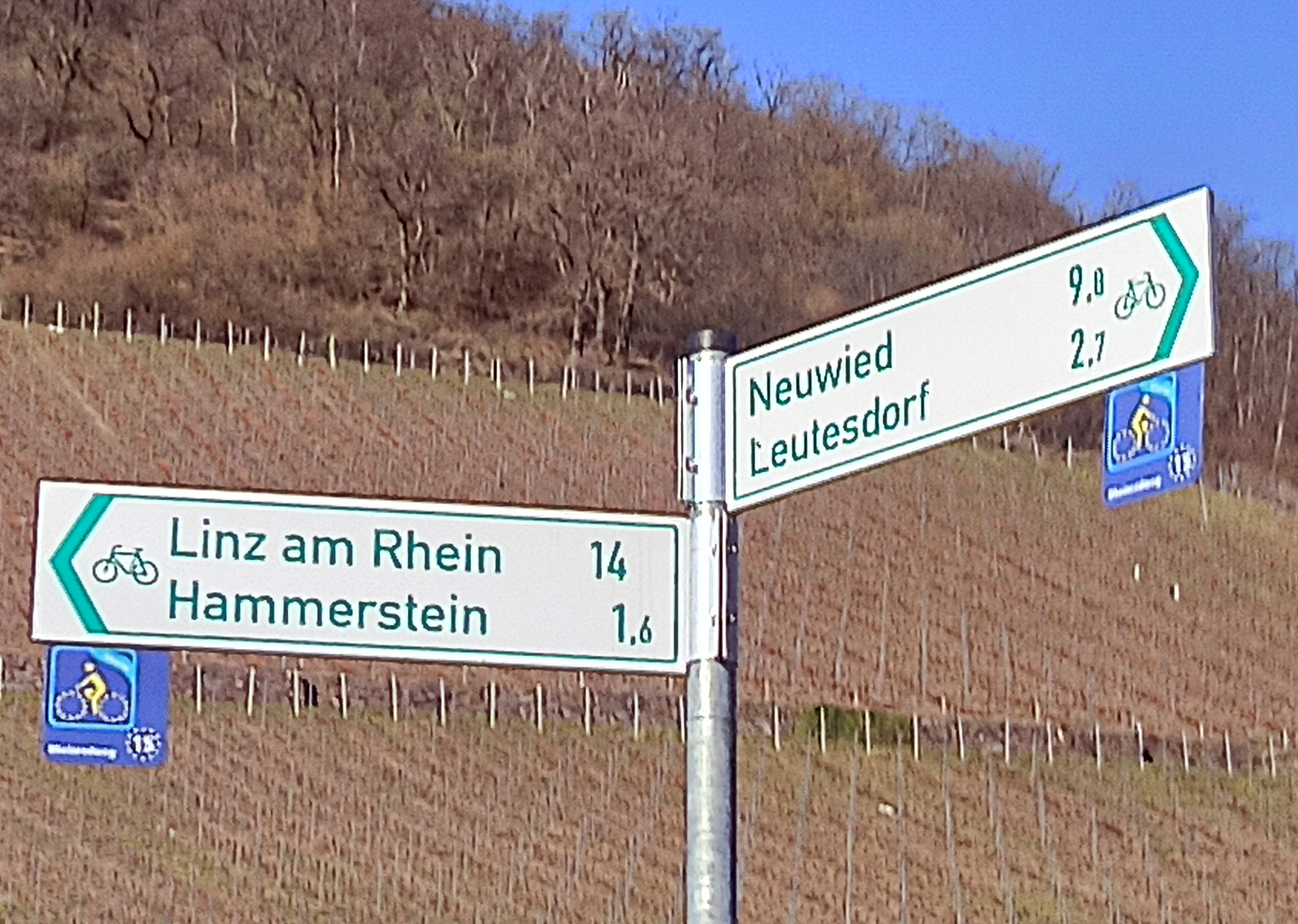
EuroVelo 15 – Beschilderung in den Weinbergen bei Leutesdorf

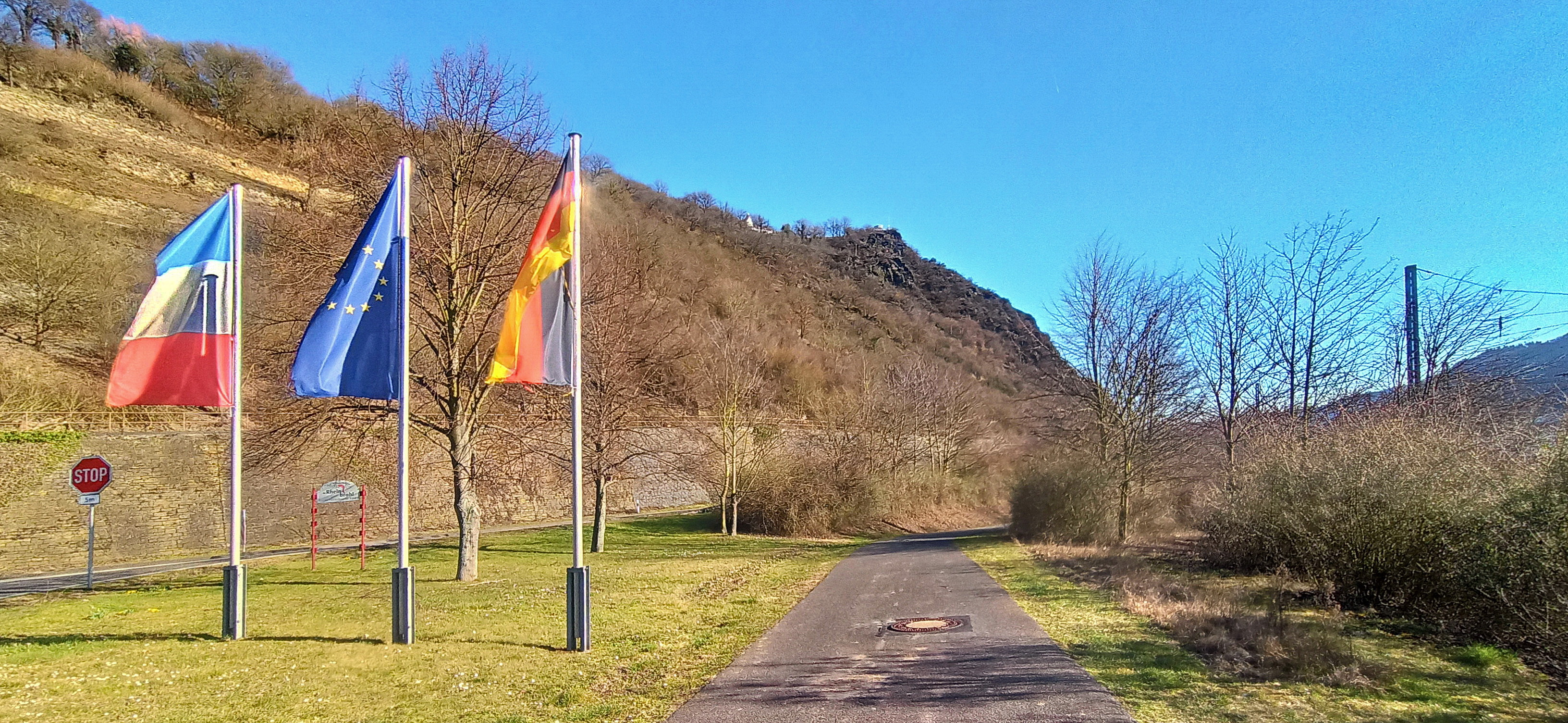
Rheinradweg rechtsrheinisch; Ausfahrt aus Rheinbrohl Richtung Süden. Foto vom Februar 2021 mit Rheinbrohler Ley

Stationen rechtsseitigen Mittelrhein sind
- Rüdesheim
- Lorch
- Kaub
- St. Goarshausen, mit dem berühmten Loreley-Felsen
- Kestert
- Kamp-Bornhofen
- Osterspai
- Braubach
- Lahnstein
- Koblenz
- Vallendar
- Bendorf
- Neuwied
- Leutesdorf
- Rheinbrohl
- Bad Hönningen
- Linz
- Unkel
- Bad Honnef
- Königswinter
- Bonn

Von 1992 bis 2019 wurden jedes Jahr am letzten Sonntag im Juni beim Raderlebnistag Tal Total die beiden Bundesstraßen zwischen Rüdesheim und Lahnstein sowie zwischen Bingen und Koblenz-Stolzenfels für den Autoverkehr gesperrt.

### Abschnitt Niederrhein

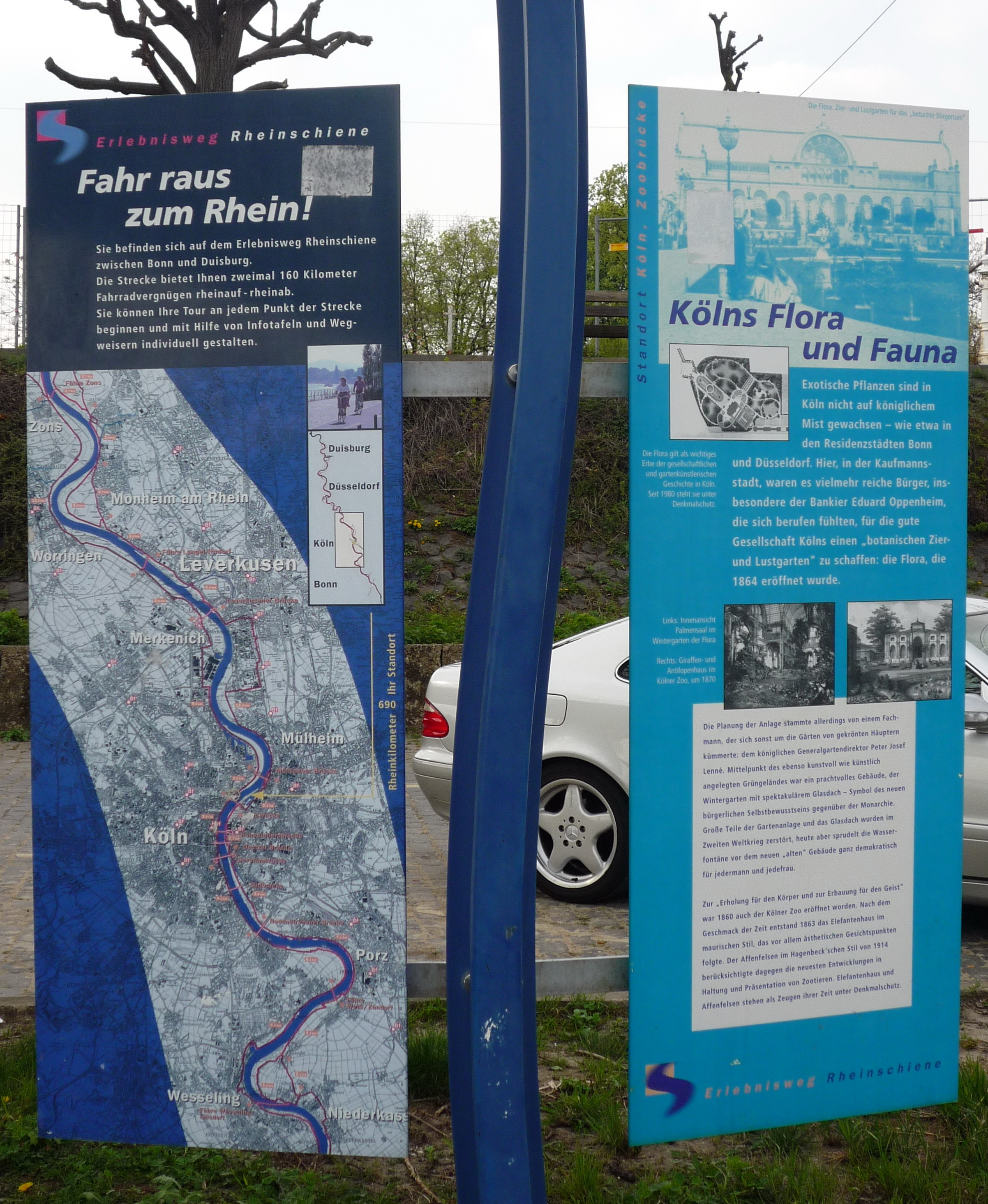
Erlebnisweg Rheinschiene Infotafel

Der vierte, rund 460 Kilometer lange Abschnitt des Rheinradwegs führt am Niederrhein von Bonn bis Rotterdam.
Von Bonn über Köln und Düsseldorf nach Duisburg führt der Erlebnisweg Rheinschiene (siehe auch Rheinschiene). In dem von INTERREG III A gepflegten Gebiet zwischen Wesel und der niederländischen Provinz Gelderland wird teils links-, teils rechtsrheinisch geführt. In den Niederlanden hat im weiteren Verlauf noch keine touristische Formalisierung stattgefunden. Möglich sind Wege entlang der Waal oder entlang des Nederrijns und Leks bis zur Rhein-Mündung bei Rotterdam.
In Tiel und Wijk bij Duurstede gibt es einen Abzweig, der entlang des Amsterdam-Rhein-Kanals nach Utrecht und Amsterdam führt.

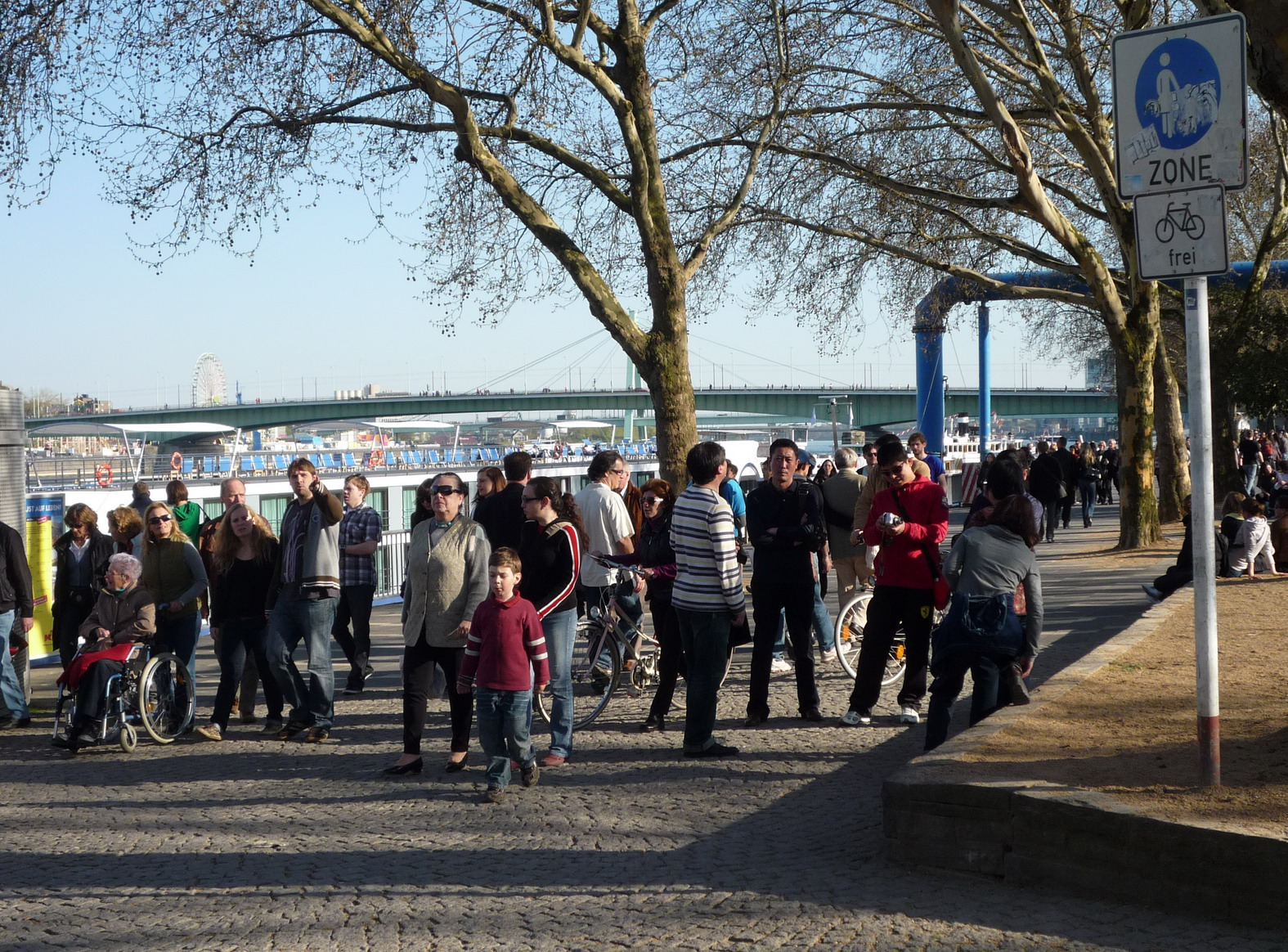
Rheinuferpromenade in Köln

Bis Emmerich besteht beidseitige Wegführung, vorbei an
- Bonn
- Köln (siehe auch: Radfahren in Köln)
- Düsseldorf
- Duisburg
- Wesel
- Xanten
- Rees
- Kalkar
- Emmerich am Rhein – Ende des rechtsrheinischen Radfernwegs, lokale Wegführung nach Arnheim vorhanden.
- Kleve
- Millingen – hier teilt sich das erste Mal der Rhein, 2/3 des Wassers fließen in die Waal

### Abschnitt Rheindelta
Es gibt in den Niederlanden kaum einen Fluss ohne Deich. Oft sind die Deiche für den durchgängigen Autoverkehr gesperrt, oder es wurden verkehrsberuhigende Maßnahmen getroffen, sodass man auf den niederländischen Deichen gut mit dem Fahrrad am Fluss entlang fahren kann. Allerdings gibt es unzählige Bremsschwellen.
Am Nederrijn und am Lek liegen folgende Orte:
- Arnheim (Arnhem)
- Rhenen
- Wijk bij Duurstede
- Vianen
- Schoonhoven
- Krimpen aan de Lek
- Kinderdijk

Am Nieuwe Maas und Nieuwe Waterweg liegen folgende Orte:
- Rotterdam
- Schiedam
- Vlaardingen
- Maassluis
- Hoek van Holland

an der Waal und Merwede liegen folgende Orte:
- Nimwegen (Nijmegen)
- Tiel
- Zaltbommel
- Gorinchem (auch: Gorkum)
- Dordrecht

an Kromme Rijn und Oude Rijn liegen folgende Orte:
- Wijk bij Duurstede
- Utrecht
- Woerden
- Alphen aan den Rijn
- Leiden
- Katwijk

Der Rheinradweg folgt in den Niederlanden verschiedenen Flussarmen des Rheines. Die Strecke führt zuerst an Arnheim und Rhenen vorbei, am Niederrhein entlang. Bei Amerongen biegt die Strecke ab vom Fluss, am Nationalpark Utrechtse Heuvelrug vorbei, Richtung Doorn, wo der letzte Deutsche Kaiser Wilhelm II im Haus Doorn im Exil gelebt hat. Von Doorn geht es nach Wijk bij Duurstede, zurück zum Fluss.
Bei Wijk bij Duurstede geht es mit der Fähre über den Niederrhein und über eine Brücke neben den Schleusen im Amsterdam-Rhein-Kanal. Der Rheinradweg führt weiter durch die flache Polderlandschaft in das Obstanbaugebiet Betuwe. Ab Geldermalsen geht es über kurvige und schmale Deiche am Linge-Bach entlang, wo im Frühjahr die Apfelbäume blühen, an der Glasstadt Leerdam vorbei, zur Festungsstadt Gorinchem.
In Gorinchem geht es wieder mit der Fähre über den Fluss, dort wo der Waal in die Merwede strömt, rüber zum Schloss Loevestein, bekannt wegen Hugo Grotius der in einer Bücherkiste seiner Gefangenschaft entkam. Danach geht es über Woudrichem durch den Nationalpark Biesbosch zur Fähre nach Dordrecht.
Der Rheinradweg führt vom Fährsteg neben der Herberge am Kop van het Land (Kopf des Landes) entlang der Nieuwe Merwede und umrundet damit fast die ganze Insel Dordrecht (Eiland van Dordt). Am Elzenbosch vorbei führt die Strecke ins Zentrum der ältesten Stadt von Holland, bis zur Fähre nach Papendrecht. Nachdem der Merwedefluss nochmal überquert wird, führt die Strecke in Papendrecht ein Stückchen ostwärts über den Merwededeich. Über Wijngaarden führt der Rheinradweg in die Alblasserwaard, bis zum Radweg der durch den Polder Molenwaard an den Windmühlen von Kinderdijk vorbei führt, die als UNESCO-Welterbe anerkannt sind.
Nach der letzten Fähre, von Kinderdijk nach Ridderkerk, führt der Rheinradweg am Feyenoord-Fußballstadion vorbei in die Stadt Rotterdam, dominiert von modernen Hochbauten. Über die Erasmusbrücke erreicht man bei Rheinkilometer 1000,86 das Nordufer des Flussarmes Nieuwe Maas, wo es westwärts geht bis an die Nordsee. In Hoek van Holland, einem Stadtteil von Rotterdam, trifft der Rheinradweg auf den Nordseeküsten-Radweg.

## Beschilderung
Von Andermatt bis Basel ist der Weg als Rhein-Route (Route 2) des Velolandes Schweiz ausgeschildert.
Von Basel bis Mainz gibt es eine links- und eine rechtsrheinische Variante, die als Veloroute Rhein / Veloroute Rhin bzw. als Teil der D-Route 8 ausgeschildert sind.
In Rheinland-Pfalz auf der linken Rheinseite ab Neuburg in der Pfalz bis Rolandseck an der Grenze zu Nordrhein-Westfalen ist der Rhein-Radweg seit Sommer 2007 durchgehend mit neuen Wegweisern ausgeschildert, an denen bis Mainz das Routenlogo der Veloroute Rhein und im weiteren Verlauf das Routenlogo des Rheinradwegs hängt.
In Nordrhein-Westfalen nennt er sich Erlebnisweg Rheinschiene; außerdem ist er dort schon als Teil der D-Route 8 ausgeschildert.